# Narodowe Muzeum Antropologiczne w Meksyku
Narodowe Muzeum Antropologiczne (hiszp.: Museo Nacional de Antropología) – muzeum w stolicy Meksyku, położone w stołecznym parku Chapultepec. Otwarte 17 września 1964 roku muzeum zostało zaprojektowane przez Pedro Ramíreireza Vásquezea. Projekt nawiązuje do przedkolumbijskich budowli mieszkańców obecnego Meksyku. Cześć dużego, prostokątnego dziedzińca przykryta jest zadaszeniem wspartym na jednym słupie pokrytym płaskorzeźbami przedstawiającymi historię Meksyku. Z prostokątnego dziedzińca wchodzi się do mieszczących się na parterze 12 sali wystawowych, razem muzeum ma 23 sale z ekspozycją stałą i 1 z okolicznościową. Na piętrze urządzona jest ekspozycja etnograficzna. Układ ekspozycji w salach na parterze jest następujący:
- Wstęp do antropologii
- Mezoameryka
- Początki
- Okres preklasyczny – od 2500 do 200 roku p.n.e.
- Kultura Teotihuacán – od 100 roku p.n.e. do 750 roku n.e.
- Kultura Tolteków – od 750 – 1200 roku n.e.
- Kultura Mexica – Azteków – od 1300 do 1521 r. n.e.
- Kultury z Oaxaca
- Kultury z wybrzeża Zatoki Meksykańskiej
- Kultura Majów
- Kultury z północy Meksyku

## Bibliografia

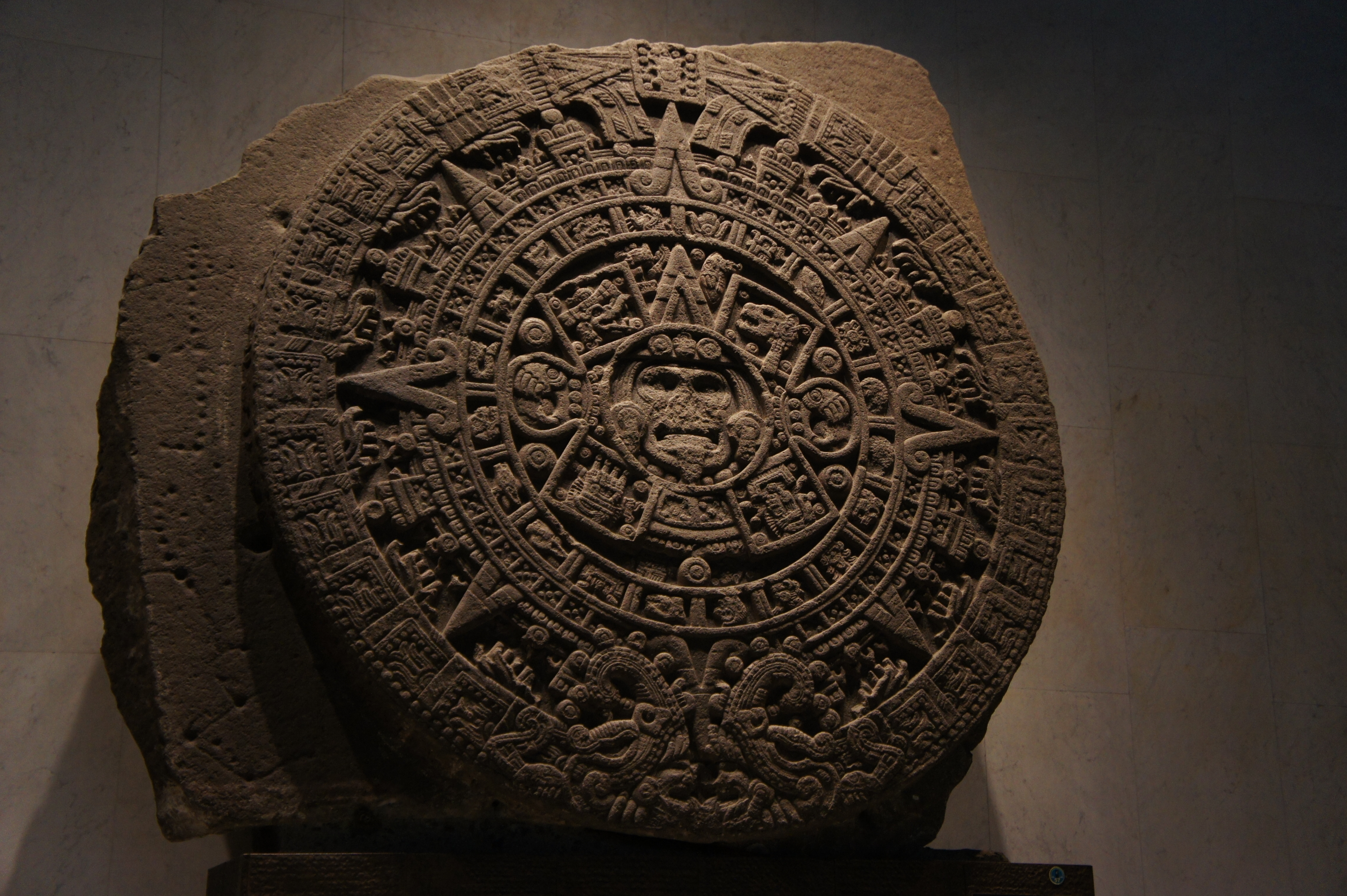
Kamień Słońca zwany też Kalendarzem Azteków. Jeden z eksponatów muzeum